# Lưu Bàn
Lưu Bàn (tiếng Trung: 劉磐; bính âm: Liu Pan) là tướng lĩnh dưới trướng quân phiệt Lưu Biểu thời Tam Quốc trong lịch sử Trung Quốc.

## Cuộc đời
Lưu Bàn quê ở huyện Cao Bình, quận Sơn Dương, Duyện Châu, là cháu họ của Kinh Châu mục Lưu Biểu, làm người kiêu dũng.
Khoảng năm 198-199, Tôn Sách bình định xong Giang Đông, bắt đầu khởi xướng cờ hiệu vì cha báo thù (cha Sách là Tôn Kiên theo lệnh Viên Thuật đánh Kinh Châu, bị chết dưới tay Hoàng Tổ). Lưu Biểu ra lệnh cho Lưu Bàn dẫn quân đánh phá các huyện Ngải, Tây An thuộc quận Dự Chương, quấy nhiễu Tôn Sách. Sách bèn cắt sáu huyện Hải Hôn, Kiến Xương,... phong Thái Sử Từ làm Kiến Xương đô úy, đốc các tướng phòng ngự. Từ đó Lưu Bàn không thể đánh phá được nữa. Tôn Quyền thấy Từ có thể ngăn Bàn, vẫn ủy nhiệm trọng trách như cũ.
Năm 200, Lưu Biểu đánh dẹp Trương Tiện, khống chế được trọn vẹn bốn quận ở Kinh Nam, cắt cử Lưu Bàn, Hoàng Trung ra đóng giữ ở huyện Du thuộc quận Trường Sa, vừa để phòng ngự, vừa để đánh phá Giang Đông.
Lưu Bàn về sau còn nhiều lần tấn công. Hoàn vũ ký ghi lại Thái Sử Từ đóng quân trên một ngọn núi cao ở huyện Ngải, về sau núi ấy được gọi là núi Mạc Phù (幕浮山). Năm 203, Thái Sử Từ cho đắp một tòa thành, gọi là Trấn Biên doanh (镇边营) để phòng ngự Lưu Bàn.
Không rõ Lưu Bàn qua đời khi nào, khả năng là trước trận Xích Bích (208).

## Trong văn hóa
Trong tiểu thuyết Tam quốc diễn nghĩa, Lưu Bàn xuất hiện ở hồi 53, được giới thiệu là cháu của Lưu Biểu, từng cùng Hoàng Trung trấn thủ huyện Du. Lưu Bị thu phục bốn quận Kinh Nam, thu hàng Hoàng Trung. Trung liền tiến cử Lưu Bàn, khi đó đang ẩn cư. Lưu Bị bèn cho người đến triệu, giao cho Bàn quản lý quận Trường Sa.